# Coniew
Coniew ['ʦɔɲef] – wieś sołecka w Polsce położona w województwie mazowieckim, w powiecie piaseczyńskim, w gminie Góra Kalwaria. Jest jedyną wsią o tej nazwie w Polsce. Pochodzenie nazwy nie jest znane. Wieś położona przy drodze krajowej 79 trasa – Warszawa – Kozienice. Z Coniewa do Brzumina prowadzi droga wojewódzka nr 739.
| SIMC    | Nazwa         | Rodzaj     |
| ------- | ------------- | ---------- |
| 0001608 | Naddawki      | część wsi  |
| 0001614 | Szpruch Górny | przysiółek |

## Historia
Na początku XV w. istniał tu młyn, a wieś nazywała się Czaniewo. Była własność książęcą. Książę Janusz I Starszy w 1429 r. sprzedał młyn czaniewski razem z przewozem (przez Wisłę do Wysoczyna). W 1576 r. Caniewo (dawne Czaniewo) należało do dóbr królewskich, do starostwa czerskiego, położonego w ziemi czerskiej. Dzierżawcą był Stanisław Parys.
W opisie królewszczyzny czerskiej z 1660 r. wieś występuje pod nazwą Czoniewo. Jej większa część została spalona podczas potopu szwedzkiego. W tym okresie Czoniewo liczyło 15 i pół włoki oraz miało 1 włókę tzw. wybraniecką, wolną od wszelkich podatków. We wsi była karczma. Ostatnią lustrację starostwa czerskiego przed rozbiorami przeprowadzono w 1789 r. Wtedy spisano też wieś Coniew (pojawia się już obecna nazwa) z folwarkiem i sołtystwem.
W 1827 r. Coniew liczył 16 domów i 134 mieszkańców. Folwark od 1828 r. został przekazany przez Cara do Skarbu Królestwa Polskiego. Był administrowany przez zarząd majątku państwowego (Ekonomii Narodowej Rządowej) w Potyczy. Dobra ziemskie Potycz z Coniewem kupiła w 1832 r. Amelia Wulfers, sprzedała majątek małżeństwu Minasowiczów. Ich syn Stafan sprzedał dobra Potycz w 1869 r., zatrzymując sobie folwark Coniew.
W Coniewie od czasów Księstwa Warszawskiego działała szkoła elementarna.
Włościanie z Coniewa (wtedy nazwę wsi pisano Cuniew) w 1868 r. otrzymywali ziemię na własność, w ramach uwłaszczenia.
W 1921 r. kolonia i wieś Coniew łącznie 31 budynków mieszkalnych i 219 mieszkańców.
W 1971 r. częściami Coniewa były Naddawki i Szpruch Górny. Coniew do 1867 r. należał do gminy Potycz, następnie do 1954 r. do gminy Czersk. Od początku 1973 r. znajduje się w granicach gminy Góra Kalwaria.
W latach 1975–1998 miejscowość administracyjnie należała do województwa warszawskiego.